# آدریانا جونز
آدریانا جونز (انگلیسی: Adriana Jones؛ زادهٔ ۱۱ اکتبر ۱۹۹۵) بازیکن فوتبال اهل استرالیا است.